# Дубская
Дубская — деревня в Ирбитском муниципальном образовании Свердловской области России.

## География
Деревня Дубская находится в 8 километрах (по автодорогам в 10 километрах) к востоку от города Ирбита, на левом берегу реки Ницы. В окрестностях села расположено озеро-старица, а также ботанический природный памятник — Вязовые рощи, самый восточный ареал вяза гладкого в России.

## Население
| 2002 | 2010 | 2021 |
| ---- | ---- | ---- |
| 884  | ↘879 | ↘698 |